# Walton (Kansas)
Walton es una ciudad ubicada en el condado de Harvey el estado estadounidense de Kansas. En el año 2010 tenía una población de 235 habitantes y una densidad poblacional de 391,67 personas por km².

## Geografía
Walton se encuentra ubicada en las coordenadas 38°7′3″N 97°15′23″O / 38.11750, -97.25639 (38.117601, -97.256478).

## Demografía
Según la Oficina del Censo en 2000 los ingresos medios por hogar en la localidad eran de $34,375 y los ingresos medios por familia eran $39,500. Los hombres tenían unos ingresos medios de $30,781 frente a los $18,882 para las mujeres. La renta per cápita para la localidad era de $16,679. Alrededor del 11.1% de la población estaban por debajo del umbral de pobreza.